# 야스정 (시가현)
야스정(野洲町)은 시가현 야스군에 설치되었던 정이다. 인구는 3만 7000명이였다.
2004년 4월 1일 주즈정과 합병해 야스시가 되어 폐지되었다.

## 개요
야스변의 벼농사 지대이지만 도카이도 본선, 도카이도 신칸센, 국도 8호선 등 동서 교통의 동맥이 통과함에 따라 기업들이 적극 진출하고 있어 도시화가 진행되고 있다.

## 지리
정역 남서부를 야스강이, 북동부를 히노강이 각각 북류.남부에는 미카미산(오미후지, 해발 432m)이 있어 지역의 상징이 되고 있다. 비와호에 가깝지만 직접 접해 있지는 않다[접하지는 않는다

## 역사
- 1889년 4월 1일 - 정촌제 시행과 함께 6개촌을 구역으로 야스촌이 성립하였다.
- 1911년 10월 17일 - 야스촌이 정으로 승격해 야스정이 되었다.
- 1942년 5월 20일 - 미카미촌과 합병해 새로운 야스정이 성립하였다.
- 1955년 4월 1일 - 시노하라촌, 기오촌과 합병해 새로운 야스정이 성립하였다.
- 2004년 10월 1일 - 주즈정과 합병해 야스시가 성립하였다. 동일 야스정은 폐지되었다.

## 인구
| 년     | 명    |
| ------ | ----- |
| 1970년 | 17132 |
| 1975년 | 22268 |
| 1980년 | 27664 |
| 1985년 | 31768 |
| 1990년 | 32700 |
| 1995년 | 34388 |
| 2000년 | 36217 |

## 지역

### 오아자명
합병 후에는 관상에 「야스초」라고 붙이지 않고, 시명 다음에 오아자명이 온다.
| 郵便番号 | 大字名            |
| -------- | ----------------- |
| 520-2362 | 이치미야케 市三宅 |
| 520-2312 | 이리마치 入町     |
| 520-2312 | 이리마치 入町     |
| 520-2324 | 오미후지 近江富士 |
| 520-2313 | 오시노하라 大篠原 |
| 520-2313 | 오시노하라 大篠原 |
| 520-2343 | 오하타 大畑       |
| 520-2316 | 우와야 上屋       |
| 520-2305 | 기타 北           |
| 520-2321 | 기타사쿠라 北桜   |
| 520-2361 | 기타노 北野       |
| 520-2353 | 구노베 久野部     |
| 520-2331 | 고시노하라 小篠原 |
| 520-2314 | 고즈쓰미 小堤     |
| 520-2301 | 고미나미 小南     |
| 520-2364 | 고노리 五之里     |
| 520-2333 | 사카에 栄         |
| 520-2302 | 다카기 高木       |
| 520-2363 | 다코 竹生         |
| 520-2315 | 쓰지마치 辻町     |
| 520-2352 | 도바오쓰 冨波乙   |
| 520-2351 | 도바코 冨波甲     |
| 520-2303 | 나카키타 中北     |
| 520-2311 | 나가시마 長島     |
| 520-2304 | 나가하라 永原     |
| 520-2323 | 미카미 三上       |
| 520-2322 | 미나미사쿠라 南桜 |
| 520-2332 | 묘코지 妙光寺     |
| 520-2342 | 야스 野洲         |
| 520-2341 | 유키하타 行畑     |

### 사무소
| 시설명        | 이미지 | 비고 |
| ------------- | ------ | ---- |
| 야스 정사무소 |        |      |

### 경찰
| 시설명               | 비고                             |
| -------------------- | -------------------------------- |
| 야스 역전 파출소     | 모리야마 경찰서가 관할하고 있다. |
| 미카미 경찰 주재소   | 모리야마 경찰서가 관할하고 있다. |
| 기오경찰관주재소     | 모리야마 경찰서가 관할하고 있다. |
| 시노하라 경찰 주재소 | 모리야마 경찰서가 관할하고 있다. |

### 소방
| 시설명        | 비고                             |
| ------------- | -------------------------------- |
| 히가시 소방서 | 고난광역행정조합이 관할하고 있다 |

### 도서관
| 시설명     | 비고 |
| ---------- | ---- |
| 야스도서관 |      |

### 우체국
| 施設名                | 備考 |
| --------------------- | ---- |
| 아스우체국            |      |
| 기오우체국            |      |
| 미카미 간이우체국     |      |
| 고난 간이우체국       |      |
| 오시노하라 간이우체국 |      |

### 기타 시설
- 구사쓰사회보험사무소
- 제2비와코학원
- 야스강하천공원
- 야스문화홀
- 야스문화소극장
- 근로자 체육 센터

## 교통

### 철도
- 서일본 여객철도
  - 도카이도 본선(비와코 선)
    - (← 오미하치만시 시노하라 역) - 야스 역 - (모리야마시 모리야마 역 →)

### 도로
- 국도 8호선
- 국도 제477호선 (일본)(일본어판)